# Villoslada de Cameros
Villoslada de Cameros és un municipi de la Rioja, a la regió de la Rioja Mitjana, dins la subcomarca de Camero Nuevo.

## Història
La seva primera aparició en un document esdevé el 1366, amb el nom de Villaoslada, i fou una de les viles que Enric II de Castella entregà a Pedro Manrique com a compensació per desertar de la causa de Pere I el Cruel. Posteriorment pertanyé als Ducs de Nájera, fins a l'abolició dels senyorius en 1811.